# Amanita hemibapha
Amanita hemibapha là một loài agaric được tìm thấy ở Đông Nam Á và châu Đại Dương, dù vài báo cáo phân bố có thể đề cập đến phân loại khác.

## Hình ảnh

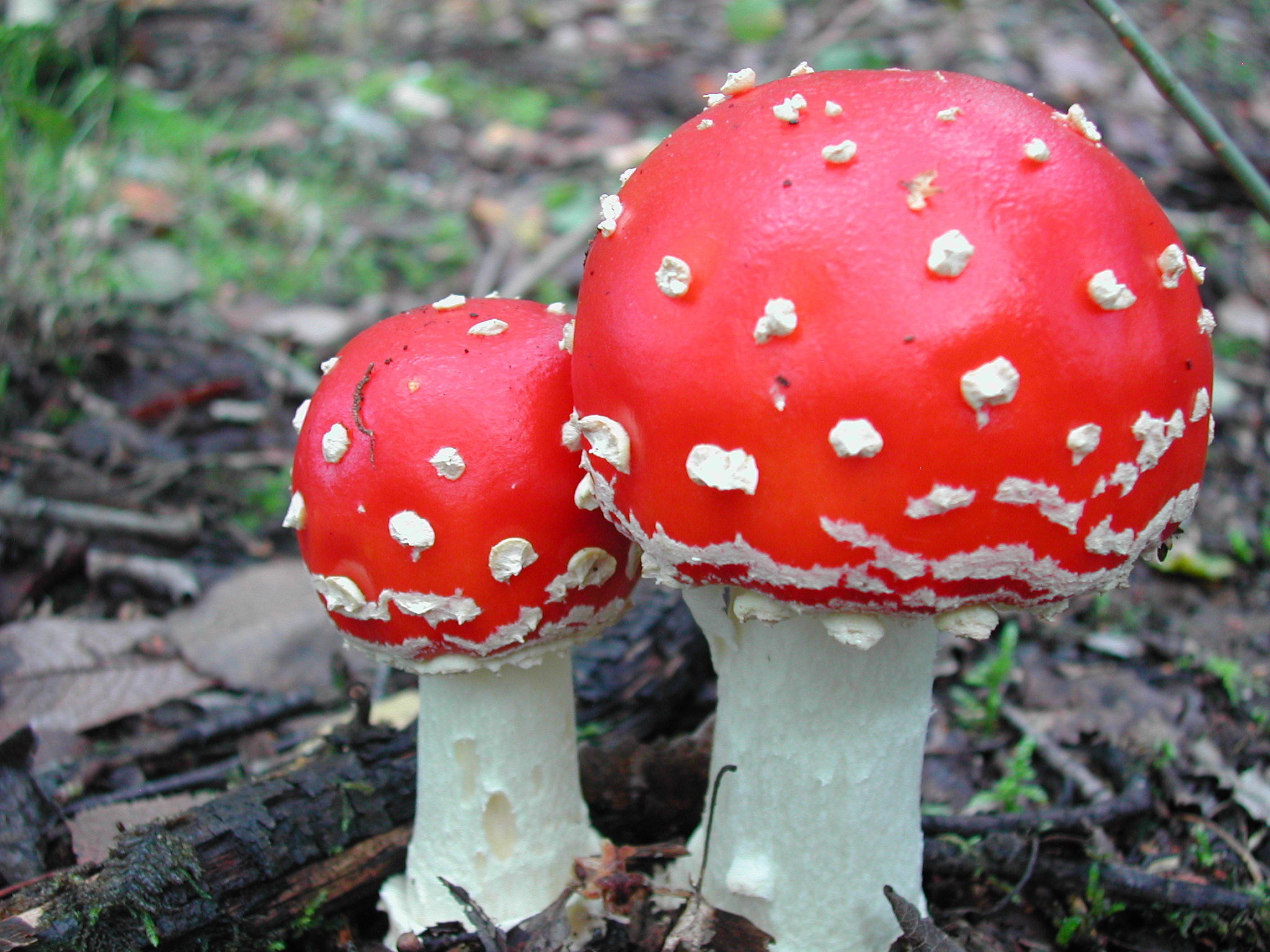
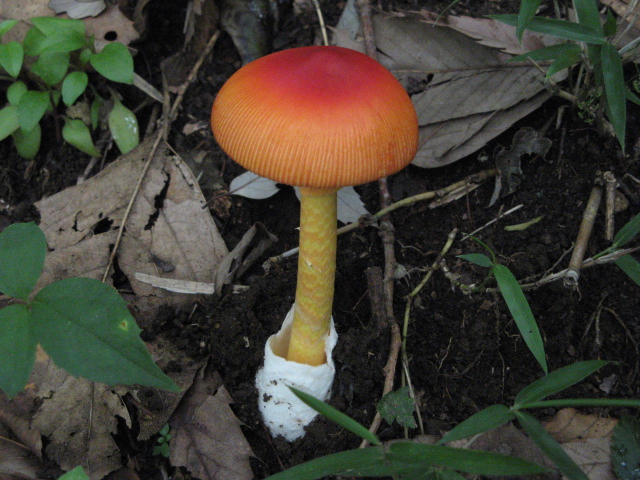
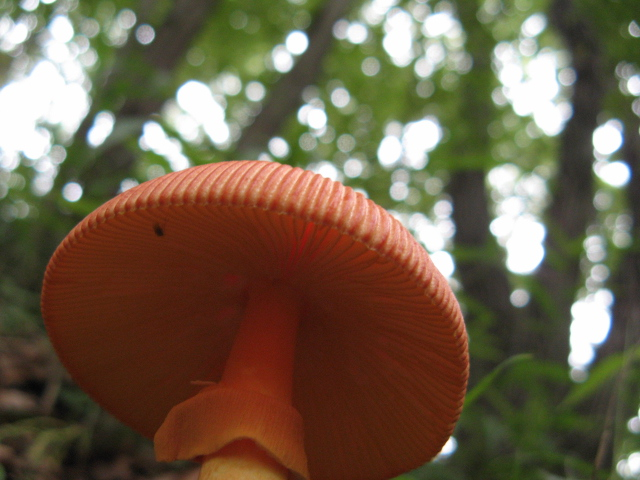
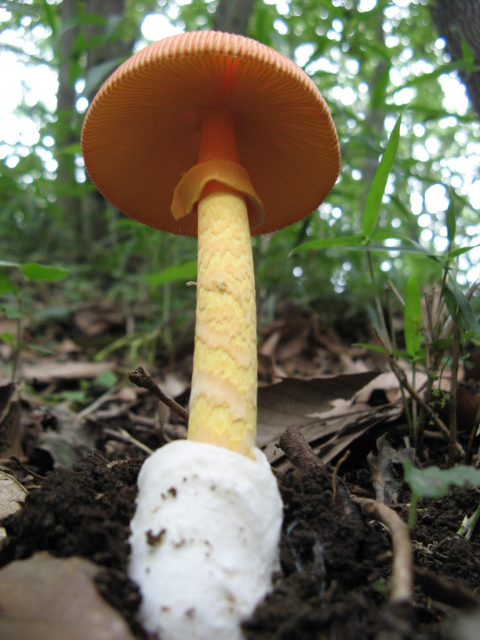